# Martin Furey
Martin Furey is een Ierse bespeler van de uilleann pipes, hij speelt ook gitaar en zingt zijn eigen composities. Martin is de zoon van de befaamde Ierse uilleann-pipesspeler Finbar Furey. Martin vormt met zijn zus Áine Furey een duo. Hij maakte deel uit van de groep The High Kings tot september 2017.
Inmiddels verschenen van Martin en Áine als medewerkers aan de band Bohinta en als duo of als medewerkers aan andere albums al een aantal cd’s op de markt. Martin werkte ook mee aan drie albums met de Schotse formatie Mouth Music. Ook op een cd van vader Finbar werkten Martin en Áine mee.

## Discografie
Martin met Mouth Music:
- Seafaring Man - 2001
- The Scrape - 2003
- The Order of Things - 2005

Met Áine:
- Sweet Summer Rain - 1999

Met Bohinta
- Sessions
- Belladonna – 1996

Martin:
- Monkey’s Wedding - 2003
- Howl - 2004

Finbar Furey met Martin en Áine:
- Chasing Moonlight